# Péter Kabát
Péter Kabát (Budapest, 25 settembre 1977) è un ex calciatore ungherese, di ruolo attaccante.

## Palmarès

### Club

#### Competizioni nazionali
- Coppa d'Ungheria: 1

Kispest Honvéd: 1995-1996
- Coppa di Bulgaria: 1

Levski Sofia: 2001-2002

### Individuale
- Capocannoniere del campionato ungherese: 1

2000-2001